# Prays acmonias
Prays acmonias är en fjärilsart som beskrevs av Edward Meyrick. Prays acmonias ingår i släktet Prays och familjen spinnmalar. Inga underarter finns listade i Catalogue of Life.